# آرپ ۲۷۱
آرپ ۲۷۱ (انگلیسی: Arp 271) شامل یک جفت کهکشان مارپیچی، NGC 5426 و NGC 5427 در صورت فلکی دوشیزه است و در سال ۱۷۸۵ توسط ویلیام هرشل کشف شد.